# 地方市镇
在德国莱茵兰-普法尔茨州，瑞士和奥地利，地方市镇（德語：Ortsgemeinde，發音：[ˈɔʁtsɡəˌmaɪndə] ⓘ）是对各地几种不同行政单位的同一称呼。

## 莱茵兰-普法尔茨州
在莱茵兰-普法尔茨州，“地方市镇”表示在法律上独立且隶属于联合市镇并以其作为行政单位的市镇。 城市也可以隶属于联合市镇，但根据莱茵兰-普法尔茨州的市镇法，这些城市并不称作地方市镇，尽管它们在联合市镇内并没有特殊的权利。 然而，它们通常是各联合市镇的所在地和命名依照地。
就不属于联合市镇的市镇或城市而言，它们具有“非联合市镇”或“非联合城市”的地位。
每个地方市镇在法律上都是独立的，且均有一个地方市镇议会，由地方市镇镇长领导，并有自己的预算。财政收支，以及营业税和土地税的税率，都由地方市镇自行决定。但与非联合市镇相比，地方市镇并没有自己的行政部门。 根据莱茵兰-普法尔茨州市镇条例，联合市镇行政部门以地方市镇的名义并代表他们开展行政工作。 联合市镇行政部门受地方市镇议会的决议以及地方市镇镇长或市长的决定约束。
依莱茵兰-普法尔茨州实施的规定，在20世纪70年代的地方政府改革中，一些相对较小的市镇的独立性得以维持，而联合市镇的建立则使得地方政府能够更有效地进行组建及整体重组。 在大多数其他国家的地方政府改革中，许多市镇被迫放弃其独立性并成为大城镇的城区。

## 瑞士
在瑞士，这个词在不同的州有不同的含义：
- 在图尔高州，一直到20世纪90年代初，地方市镇都独立存在于城镇(politische Gemeinde / Munizipalgemeinde)附近。1999年地方政府改革结束后，这些地方市镇成为了80个城镇各自的一部分。
- 在圣加仑州，一个城镇可能包含若干地方市镇。 在一些地区，除了在城镇附近外，地方市镇还坐落于民镇(Ortsbürgergemeinde)（德语：Bürgergemeinde），会镇(Korporation)（德语：Korporationsgemeinde） 或社(Rhode)（德语：Rhode (Schweiz)）附近。
- 在格拉鲁斯州，直到2010年底，城镇一直被称作“地方市镇”。

## 奥地利
在奥地利，这个词被用作市镇——奥地利的最下级行政单位——的同义词。

## 链接
- Gemeindeordnung Rheinland-Pfalz (GemO) in der Fassung vom 31.（页面存档备份，存于） Januar 1994（页面存档备份，存于）
- Gemeindeordnung Rheinland-Pfalz einschließlich Verwaltungsvorschriften, Kommunalbrevier Rheinland-Pfalz, Ausgabe 2009